# CA-668
La CA-668 es una carretera autonómica de Cantabria perteneciente a la Red Local y que sirve de acceso a la población de San Pedro, en el término municipal de Soba, (Cantabria, España).

## Nomenclatura

Indicador

Su nombre está formado por las iniciales CA, que indica que es una carretera autonómica de Cantabria, y el dígito 668 es el número que recibe según el orden de nomenclaturas de las carreteras de la comunidad autónoma. La centena 6 indica que se encuentra situada en el sector comprendido entre las carreteras nacionales N-634 al norte, N-623 al oeste y N-629 al este, y el límite con la provincia de Burgos al sur.

## Historia
Su denominación anterior era SV-5342.

## Trazado
Tiene su origen en la intersección con la CA-256 situada a 2 km al este del núcleo de Veguilla y su final en el centro de San Pedro, localidad situada en el término municipal de Soba, municipio por el que discurre la totalidad de su recorrido de 7,5 kilómetros, después de pasar al lado de la Iglesia de San Pedro.
La carretera comienza en el fondo del valle del río Gándara ascendiendo por la ladera norte del mismo. Cruza sobre el regato Irías, afluente del mencionado río, y otros arroyos menores. Asimismo, la vía pasa sobre la conducción forzada de la central hidroeléctrica de Regules.
Su inicio se sitúa a una altitud de 211 m s. n. m. y el fin de la vía está situada a 692 m s. n. m. con lo que resulta una pendiente media del 6,4%. Para salvar el desnivel indicado, la carretera traza ocho curvas de herradura.
La carretera tiene dos carriles, uno para cada sentido de circulación, y una anchura total de 4,0 metros sin arcenes.

## Actuaciones
El IV Plan de Carreteras contempla la ampliación de sección de la carretera a 5,0 metros sin arcenes. Esta actuación quedó sin desarrollar debido a la falta de recursos.

## Transportes
No hay líneas de transporte público que recorran la carretera CA-668 si bien en la intersección con la CA-256 se sitúa una parada de autobús de las siguientes líneas:
- Turytrans: Ramales - La Gándara - Ramales.
- Turytrans: Santander - La Gándara.

## Recorrido y puntos de interés
En este apartado se aporta la información sobre cada una de las intersecciones de la CA-668 así como otras informaciones de interés.
| Esquema         | PK  | Sentido San Pedro (creciente) | Sentido San Pedro (creciente) | Sentido San Pedro (creciente)                          | Sentido San Pedro (creciente)                          | Sentido CA-256 (decreciente)                           | Sentido CA-256 (decreciente)                           | Sentido CA-256 (decreciente) | Sentido CA-256 (decreciente) | Incidencias |
| Esquema         | PK  | Velocidad                     | Elemento                      | Salida                                                 | Salida                                                 | Salida                                                 | Salida                                                 | Elemento                     | Velocidad                    | Incidencias |
| Esquema         | PK  | Velocidad                     | Elemento                      | Dir.                                                   | Nombre                                                 | Nombre                                                 | Dir.                                                   | Elemento                     | Velocidad                    | Incidencias |
| --------------- | --- | ----------------------------- | ----------------------------- | ------------------------------------------------------ | ------------------------------------------------------ | ------------------------------------------------------ | ------------------------------------------------------ | ---------------------------- | ---------------------------- | ----------- |
|                 | 0,0 |                               |                               |                                                        | CA-668 SAN PEDRO                                       | CA-256 RAMALES                                         |                                                        |                              |                              |             |
| CA-256 VEGUILLA | 0,0 |                               |                               |                                                        | CA-668 SAN PEDRO                                       |                                                        |                                                        |                              |                              |             |
|                 | 1,3 |                               |                               | Regato de Irías                                        | Regato de Irías                                        | Regato de Irías                                        | Regato de Irías                                        |                              |                              |             |
|                 | 7,3 |                               |                               | SAN PEDRO                                              | SAN PEDRO                                              | SAN PEDRO                                              | SAN PEDRO                                              |                              |                              |             |
|                 | 7,3 | Iglesia de San Pedro          |                               |                                                        |                                                        |                                                        |                                                        |                              |                              |             |
|                 | 7,5 |                               |                               | Final de la carretera en el núcleo urbano de San Pedro | Final de la carretera en el núcleo urbano de San Pedro | Final de la carretera en el núcleo urbano de San Pedro | Final de la carretera en el núcleo urbano de San Pedro |                              |                              |             |